# Shoemakersville
Shoemakersville è una borough degli Stati Uniti d'America, nella contea di Berks nello Stato della Pennsylvania. Secondo il censimento del 2000 la popolazione è di 2.124 abitanti.

## Società

### Evoluzione demografica
La composizione etnica vede una maggioranza di quella bianca (92,84%), seguita da quella asiatica e afroamericana (2,97%) dati del 2000.
| borough di Shoemakersville Popolazione |       |
| 2000                                   | 2.124 |
| Stima al 2009                          | 1.400 |